# Athetis miranda
Athetis miranda là một loài bướm đêm trong họ Noctuidae.